# Altenritte
Altenritte ist ein Stadtteil von  Baunatal im nordhessischen Landkreis Kassel.

## Geographische Lage
Altenritte liegt im Ostteil des Naturparks Habichtswald westlich bis südwestlich des 413,4 m ü. NHN hohen Baunsbergs. Etwa nordwestlich von Altenritte liegt an der Bauna, die als westlicher Fulda-Zufluss südliche Bereiche von Altenritte durchfließt und dort von der Lützel gespeist wird, für den städtischen Hochwasserschutz der Polder Schefferfeld. Nördlich des Stadtteils verlaufen die Bundesautobahn 44 sowie die Landesstraße 3215 (ehemalige Bundesstraße 520). Südlich der Ortschaft trifft die L 3218 auf die L 3219.

## Geschichte

### Ortsgeschichte
Erstmals urkundlich erwähnt wird der Ort im Jahre 775. 1330 belehnt Landgraf Heinrich den Ritter Johann Riedesel mit Gütern in „Wenigen Ritte“ (Altenritte) und zu „Grosin-Ritte“ (Großenritte).
Die beiden Linden vor der Kirche sind Naturdenkmale. Unter ihnen steht der Rest eines Taufsteins von 1787 und ein alter Gemeindetisch.
Neuere Geschichte
Durch diese rasante Entwicklung in der Gemeinde Altenbauna war es wichtig, neue Kooperationen einzugehen, da durch die Werksansiedlung auch ein verstärkter Zuzug zu verzeichnen war. Dies bedeutete, dass eine entsprechende Wohninfrastruktur geschaffen werden musste. So entstand durch den Zusammenschluss der ehemals selbständigen Gemeinden Altenbauna, Altenritte und Kirchbauna am 1. Januar 1964 die damalige Gemeinde Baunatal. Diese erhielt 1966, nach dem Zusammenschluss  mit der Gemeinde Großenritte, die Stadtrechte.

### Bevölkerung
Einwohnerstruktur 2011
Nach den Erhebungen des Zensus 2011 lebten am Stichtag dem 9. Mai 2011 in Altenritte 2436 Einwohner. Darunter waren 99 (4,1 %) Ausländer.
Nach dem Lebensalter waren 384 Einwohner unter 18 Jahren, 885 waren zwischen 18 und 49, 525 zwischen 50 und 64 und 645 Einwohner waren älter. Die Einwohner lebten in 1134 Haushalten. Davon waren 318 Singlehaushalte, 411 Paare ohne Kinder und 297 Paare mit Kindern, sowie 87 Alleinerziehende und 18 Wohngemeinschaften. In 306 Haushalten lebten ausschließlich Senioren und in 684 Haushaltungen leben keine Senioren.
Einwohnerentwicklung
 Quelle: Historisches Ortslexikon
- 1585: 244 Haushaltungen
- 1639: 17 Haushaltungen
- 1747: 37 Haushaltungen

| Altenritte: Einwohnerzahlen von 1834 bis 2020 | Altenritte: Einwohnerzahlen von 1834 bis 2020 | Altenritte: Einwohnerzahlen von 1834 bis 2020 | Altenritte: Einwohnerzahlen von 1834 bis 2020 | Altenritte: Einwohnerzahlen von 1834 bis 2020 |
| --- | --------------------------------------------- | --------------------------------------------- | --------------------------------------------- | --------------------------------------------- |
| Jahr |                                               |                                               |                                               | Einwohner                                     |
| 1834 | 1834                                          |                                               | 302                                           | 302                                           |
| 1840 | 1840                                          |                                               | 337                                           | 337                                           |
| 1846 | 1846                                          |                                               | 366                                           | 366                                           |
| 1852 | 1852                                          |                                               | 351                                           | 351                                           |
| 1858 | 1858                                          |                                               | 344                                           | 344                                           |
| 1864 | 1864                                          |                                               | 335                                           | 335                                           |
| 1871 | 1871                                          |                                               | 329                                           | 329                                           |
| 1875 | 1875                                          |                                               | 361                                           | 361                                           |
| 1885 | 1885                                          |                                               | 370                                           | 370                                           |
| 1895 | 1895                                          |                                               | 431                                           | 431                                           |
| 1905 | 1905                                          |                                               | 537                                           | 537                                           |
| 1910 | 1910                                          |                                               | 542                                           | 542                                           |
| 1925 | 1925                                          |                                               | 565                                           | 565                                           |
| 1939 | 1939                                          |                                               | 698                                           | 698                                           |
| 1946 | 1946                                          |                                               | 888                                           | 888                                           |
| 1950 | 1950                                          |                                               | 929                                           | 929                                           |
| 1956 | 1956                                          |                                               | 873                                           | 873                                           |
| 1961 | 1961                                          |                                               | 943                                           | 943                                           |
| 1970 | 1970                                          |                                               | 1.041                                         | 1.041                                         |
| 1980 | 1980                                          |                                               | ?                                             | ?                                             |
| 1990 | 1990                                          |                                               | ?                                             | ?                                             |
| 2000 | 2000                                          |                                               | ?                                             | ?                                             |
| 2011 | 2011                                          |                                               | 2.436                                         | 2.436                                         |
| 2018 | 2018                                          |                                               | 2.388                                         | 2.388                                         |
| 2020 | 2020                                          |                                               | 2.427                                         | 2.427                                         |
| Datenquelle: Historisches Gemeindeverzeichnis für Hessen: Die Bevölkerung der Gemeinden 1834 bis 1967. Wiesbaden: Hessisches Statistisches Landesamt, 1968. Weitere Quellen: LAGIS; Stadt Baunatal; Zensus 2011 |                                               |                                               |                                               |                                               |

Religionszugehörigkeit
| • 1885: | 370 evangelische (= 100 %) Einwohner                              |
| • 1961: | 821 evangelische (= 87,06 %), 73 katholische (= 7,74 %) Einwohner |

## Politik

### Greben und Bürgermeister
Amtszeiten der Greben und Bürgermeister
- 1556–1574 Hannß Seibert
- 1586–1604 Heinrich Seybert
- um 1640 Johannes Henkes
- um 1694 Jost Dittmar
- um 1700 Wilhelm Henkes
- um 1700 Heinrich Krug
- um 1703 Johann Ditmar
- um 1770 Johann Hermann Hellmuth
- 1800–1820 Johann Hermann Hellmund
- um 1830 Dietrich Brill
- 1850–1890 Johann Hermann Hellmund
- 1890–1900 Johann Krug
- 1900–1919 Andreas Zahn
- 1919–1933 Adam Wicke
- 1933–1945 Hans Werner
- 1945 Heinrich Krug
- 1946 Jakob Ahrend
- 1946–1948 Adam Wicke
- 1948–1963 Kaspar Reinhardt

## Sehenswürdigkeiten und Kultur

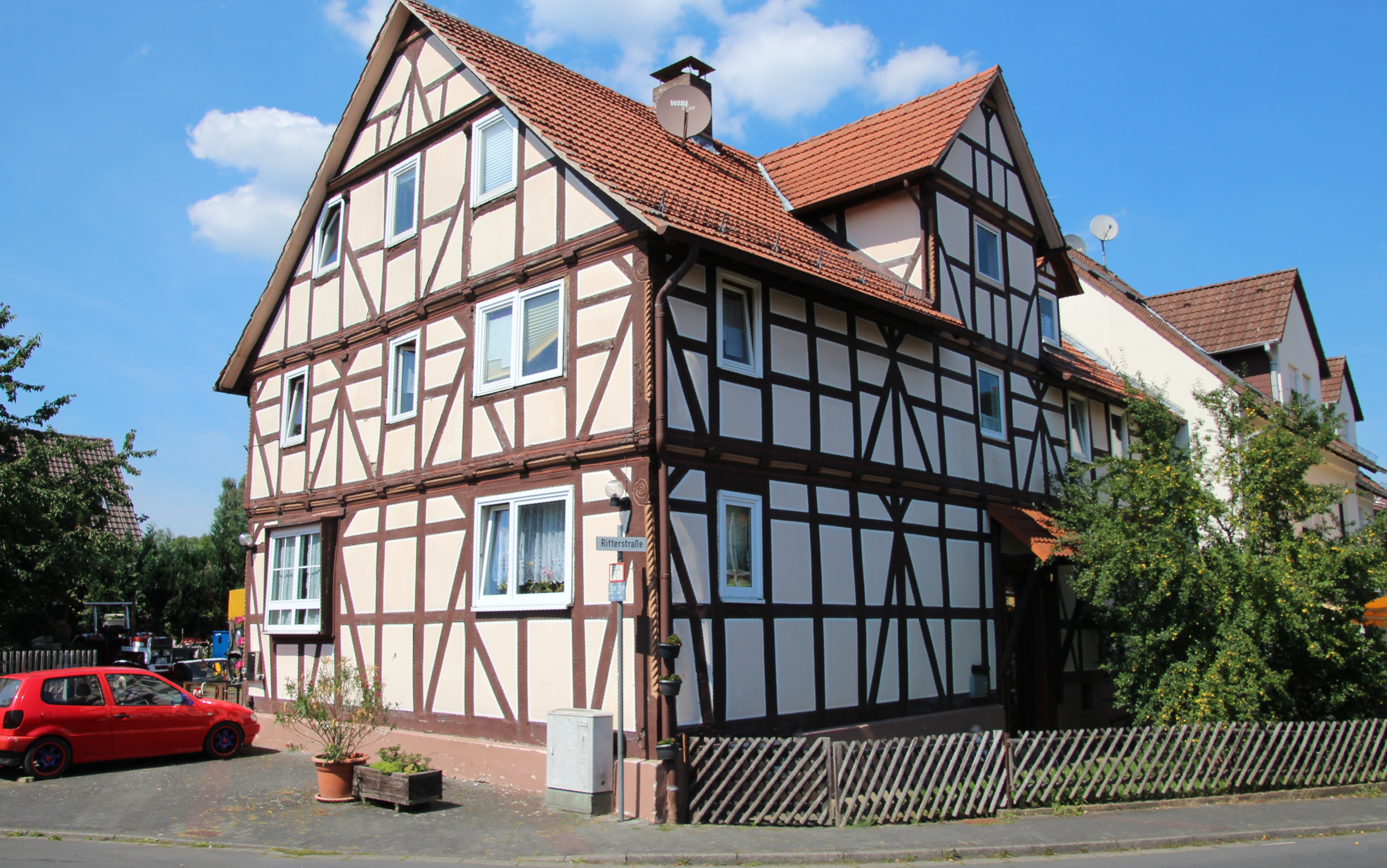
Fachwerkgebäude in Altenritte

- Im Wohnhaus über der alten Schmiede, Ritterstraße 1, veranschaulicht das Heimatmuseum Hessenstube und das Freilichtmuseum „Alte Schmiede“ die typischen früheren Wohn- und Lebens- und Arbeitsverhältnisse im 19. und 20. Jahrhundert.
- Von den Bewohnern der Umgebung werden die Altenritter Kuckucke oder auch Stoppen genannt.

## Infrastruktur
- Für das Vereinsleben steht im Ort ein Gemeinschaftshaus seit 1981 zur Verfügung.
- Die Kleinen können die örtliche Kindertagesstätte besuchen.
- Bei der Heilandskirche im Ort handelt es sich um eine evangelische Kirche.